# سارا دل ری
سارا دل ری (انگلیسی: Sara Del Rey؛ زادهٔ ۱۳ نوامبر ۱۹۸۰) کشتی‌گیر کشتی حرفه‌ای، و مربی (ورزش) اهل ایالات متحده آمریکا است.